# James T. Patterson
James T. Patterson (né le 12 février 1935 à Old Lyme, Connecticut) est un historien américain qui est professeur d'histoire de la Fondation Ford à l'Université Brown pendant 30 ans,. Il fait ses études à l'Université Harvard. Ses recherches portent sur l’histoire politique, l’histoire juridique et l’histoire sociale, ainsi que l’histoire de la médecine, des relations raciales et de l’éducation. En 1981-1982, il est professeur Harold Vyvyan Harmsworth d'histoire américaine à l'Université d'Oxford.

## Jeunesse
Patterson est né et grandit à Old Lyme, Connecticut, fils de J. Tyler Patterson, membre de la Chambre des représentants de l'État du Connecticut qui en devient le président",. Il fréquente l'école Hotchkiss avant de s'inscrire au Williams College, où il obtient un BA en 1957.
Il sert ensuite pendant 6 mois dans l'armée américaine avant d'accepter un emploi au Hartford Courant.
À l'automne 1960, Patterson entre à l'Université Harvard, où il obtient une maîtrise en 1961 et un doctorat d'histoire en 1964.

## Carrière
Il commence sa carrière d'enseignant à l'Université de l'Indiana, puis rejoint l'Université Brown en 1972 jusqu'à sa retraite en 2002. Ses trois premiers livres (1967-1972) sont « une histoire politique simple ».
Pour ce travail, Patterson reçoit le prix Frederick Jackson Turner de l'Organisation des historiens américains (1966), deux bourses de la Fondation nationale pour les sciences humaines et une bourse Guggenheim. Il reçoit également un prix d'enseignement de l'Université d'Indiana et le prix Ohioana, pour son volume de 1972 sur Taft,.
Dans les années 1970, Patterson s'éloigne de l'écriture académique de l'histoire politique et à mettre l'accent sur les questions sociétales telles que la race, la classe sociale et le sexe. Il publie en 1987 The Dread Disease: Cancer and Modern American Culture, relatant la réaction sociétale à la maladie des années 1880 aux années 1980, et explorant les tensions sociales et la persistance de la peur provoquées par son spectre, et comment cela révèle les divisions dans la vie américaine.
En 1997, Patterson publie Grand Expectations: The United States, 1945-1974, volume 10 de l'Oxford History of the United States, couvrant les événements politiques, culturels et économiques de l'après-guerre jusqu'à la démission du président américain Richard Nixon. Dans ses quatre livres suivants, Patterson aborde l'affaire des droits civiques Brown contre Board of Education, la période allant de l'ère du Watergate jusqu'à l'élection Bush contre Gore de 2000, le rapport Moynihan et l'année charnière 1965.
En 1966, il remporte le Prix Frederick Jackson Turner pour lCongressional Conservatism and the New Deal: The Growth of the Conservative Coalition in Congress, 1933–1939.Il est Boursier Guggenheim en 1968 et en 1997, il reçoit le Prix Bancroft d'histoire américaine pour Grand Expectations: The United States, 1945–1974